# رباعي وجوه
رباعي الوجوه (بالإنجليزية: Tetrahedron) هو متعدد وجوه مؤلف من أربعة وجوه مثلثية، أما رباعي الوجوه المنتظم فهو رباعي وجوه تكون وجوهه مثلثات متساوية الأضلاع. ويمكن تسميته هرما ثلاثيا.
- الحجم = 3/1 . مساحة القاعدة . الارتفاع

حيث الارتفاع هو المسافة بين الرأس الرابع و القاعدة
يشكل رباعي السطوح أحد الاشكال الهندسية الهامة بشأن تركيب الجزيئات في الكيمياء وعلم المعادن ، حيث تتخذ الذرات المكونة لجزيء مواضع هندسية لملء الفراغ . بهذا تأخذ المادة أشكالها المتعددة التي نجدها في الطبيعة.

## الحجم
يُحصل على حجم رباعي السطوح من صيغة الحجم للأهرامات وهي:
{\displaystyle V={\frac {1}{3}}A_{0}\,h\,}

## معرض صور

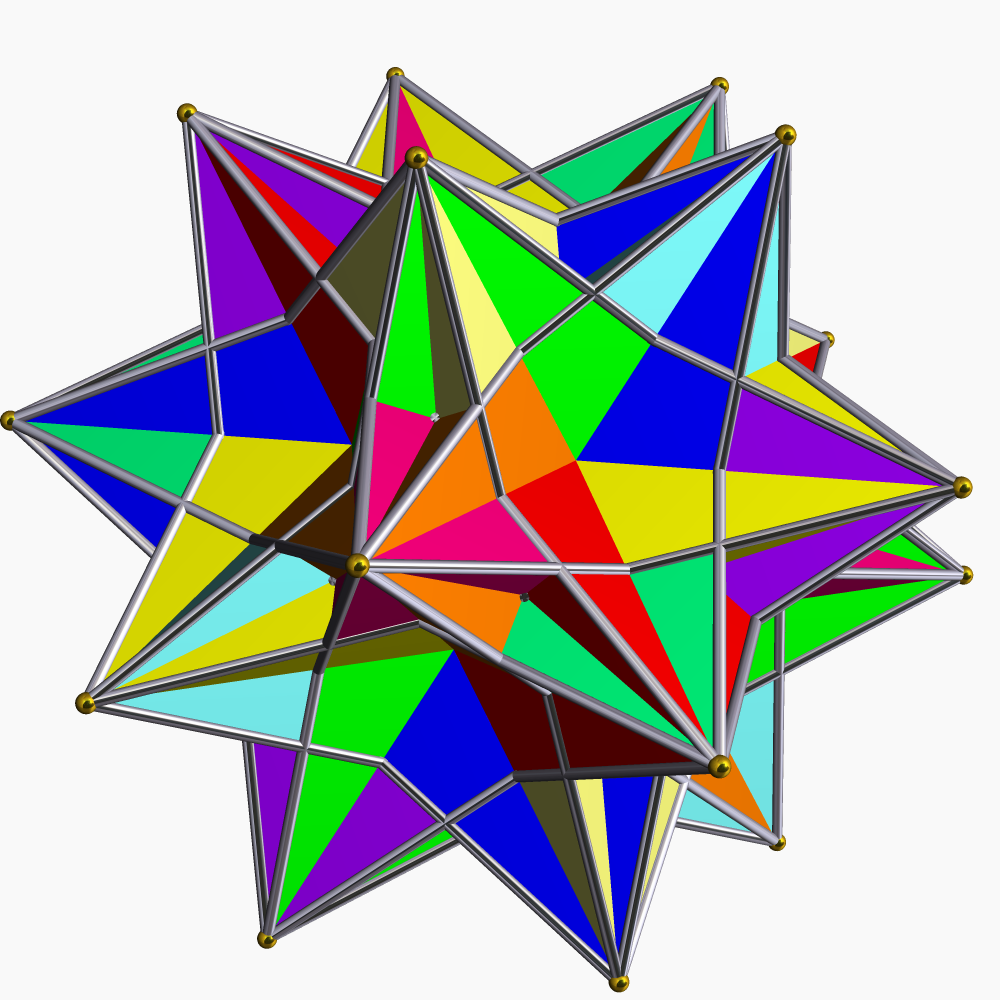
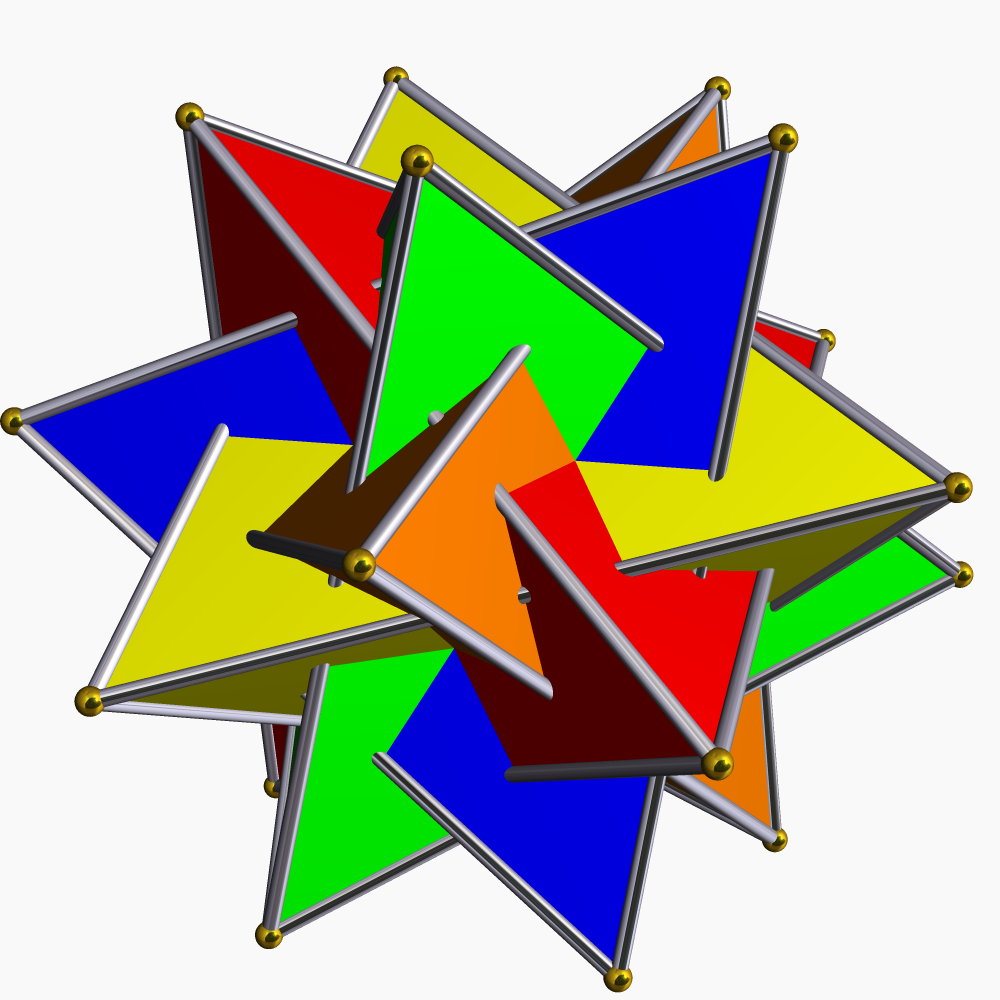